# Chishima Toru
Toru Chishima (sinh ngày 11 tháng 5 năm 1981) là một cầu thủ bóng đá người Nhật Bản.

## Sự nghiệp câu lạc bộ
Toru Chishima đã từng chơi cho Urawa Reds và Ehime FC.